# 티이

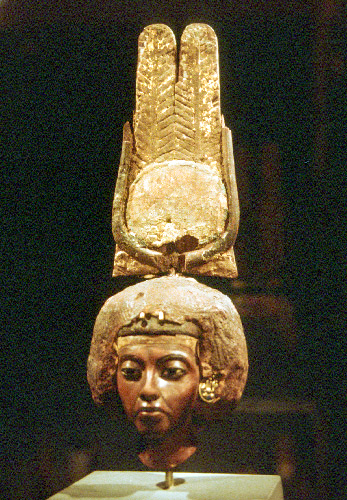

티이(Tiy) 또는 티예(Tiye)는 고대 이집트 제18왕조 아멘호테프 3세의 왕비이다.